# Yolanda Perea Mosquera
Yolanda Perea Mosquera (Riosucio, Chocó, Colombia, 21 de enero de 1984) es una activista afrocolombiana de la Ruta Pacífica de las Mujeres y defensora de los derechos de las víctimas de violencia sexual en el marco del conflicto armado en Colombia. Ganadora del premio a mejor líder social de Colombia en el año 2018.

## Biografía
Se crio en el municipio de Riosucio junto a su madre, María Ricardina Perea Mosquera y sus cuatro hermanos menores. Yolanda pasó gran parte de su niñez en la finca de la familia Perea ubicada en la vereda La Pava (Riosucio, Chocó), allí convivió junto a su abuelo y demás miembros de su familia materna, y aprendió los cuidados que requiere el manejo de la tierra para el cultivo de alimentos y la ganadería.

## Victimización
En 1995 Yolanda, a sus once años de edad, fue agredida sexualmente por parte de un guerrillero del frente 57 de las Fuerzas Armadas Revolucionarias de Colombia (FARC). Los hechos se presentaron a las once de la noche cuando Yolanda junto con sus cuatro hermanos se encontraban durmiendo en la finca familiar. El guerrillero informado de que los niños se encontraban solos esa noche, irrumpió en la propiedad despertando a Yolanda para agredirla sexualmente amenazándola constantemente al ponerle un revólver en su cabeza.
Después de seis meses de los hechos, varios miembros de las FARC, regresaron a la finca de la familia Perea y piden ver a la madre de Yolanda, María Ricardina Perea (lideresa social en aquella época). Estos la obligaron a arrodillarse y la fusilaron delante de su padre como una represalia por la denuncia que ella hizo ante el jefe del campamento de las FARC (asentado en esa vereda en la cuenca del río Truandó) ante el delito cometido contra su hija.
Poco después del asesinato de su madre, Yolanda y su familia son forzados a abandonar el departamento chocoano y buscar refugio en la ciudad de Medellín.

## Trayectoria
Yolanda ingresó por violencia sexual a la Mesa Municipal de Participación de Víctimas en Medellín. Sin embargo, se capacitó en el campo de derechos humanos, hasta convertirse en primera instancia en representante en la Mesa Municipal de Víctimas de Medellín en temas de violencia y agresión sexual.
Desde 2011, Yolanda ha venido participando activamente como defensora de los derechos humanos en diferentes escenarios políticos, tal como la Corporación Afrocolombianos El Puerto De Mi Tierra, en donde asesora a mujeres en materia de derechos. En el sindicato Unión de Trabajadoras Afrocolombianas del Servicio Doméstico en Colombia (Utrasd) donde promueve ante empleadores, el gobierno y la sociedad, la formalización del trabajo doméstico a través del reconocimiento de condiciones de trabajo digno y el respeto a los derechos laborales para todas las trabajadoras domésticas del país, y es representante del departamento antioqueño en la Mesa Nacional de Participación Efectiva de Víctimas, aportando propuestas que conlleven a la creación de políticas públicas estables para las víctimas del conflicto.
Yolanda también lideró la campaña Arropame con Tu Esperanza, una iniciativa de las mujeres víctimas del conflicto armado, la cual tiene como objetivo principal la elaboración de colchas de retazos que relatan sus historias de vida, resistencia y superación personal. El 25 de noviembre de 2019, se reunieron en más de 250 municipios del país, mujeres sobrevivientes del conflicto para plasmar mensajes de libertad y lucha en las colchas; conmemorando el Día Internacional de la Eliminación de la Violencia contra la Mujer. Yolanda ha recibido constantes amenazas de muerte por entidades no identificadas, por sus actividades como lideresa social.

## Incursión política
En el año 2021, Perea se vinculó al partido Nuevo Liberalismo donde fue candidata al senado de la república, sin embargo el partido no pasó el umbral necesario para obtener curules. Perea, junto a Mabel Lara, renunció al partido en junio de 2022 tras conocerse que este no acompañaría el recién electo Gobierno de Gustavo Petro.

## Reconocimientos
Ganadora del premio a los Mejores Líderes de Colombia en 2018 por su apoyo a 300 familias y 500 niños y jóvenes de Riosucio en temas como educación, alimentación y orientación. Ha promovido la implementación por parte del Estado de una política diferenciada para las víctimas del conflicto, así como la prevención, atención y sanción de la violencia contra la mujer.